# Nkomazi
Nkomazi es un municipio local sudafricano situado en el distrito de Ehlanzeni, en la provincia de Mpumalanga.

## Superficie
Nkomazi tiene una superficie de 4785 km².

## Demografía
En 2022, tenía 591 928 habitantes, una densidad poblacional de 123,7 hab./km², y 134 143 viviendas.